# Архабаев, Кудас
Кудас Архабаев (1902 год, аул Шага, Туркестанский край, Российская империя — дата и место смерти не известны) — колхозник, чабан, Герой Социалистического Труда (1966).

## Биография
Родился в 1905 году в ауле Шага, Туркестанский край (сегодня — Сузакский район Южно-Казахстанской области, Казахстан). С раннего детства занимался батрачеством. С 1928 году на различных производственных предприятиях текстильной и горнодобывающей промышленности. Участвовал в Великой Отечественной войне. После демобилизации работал в колхозе чабаном и заведующим овцеводческой фермы в колхозе «Уш-Тобе». С 1957 года работал чабаном в колхозе «Джарты-Тобе» Сузакского района Чимкентской области.
В 1962 году вырастил 148 ягнят от 100 овцематок, в 1963 году получил по 163 ягнят и в 1964 году — по 193 ягнят. За этот доблестный труд был награждён медалью «За трудовое отличие». В 1965 году вырастил 208 ягнят от 100 овцематок. За эти достижения был удостоен в 1966 году звания Героя Социалистического Труда.

## Награды
- Герой Социалистического Труда — указом Президиума Верховного Совета СССР от 22 марта 1966 года;
- Орден Ленина (1966);
- Медаль «За трудовую доблесть».